# 오토두스

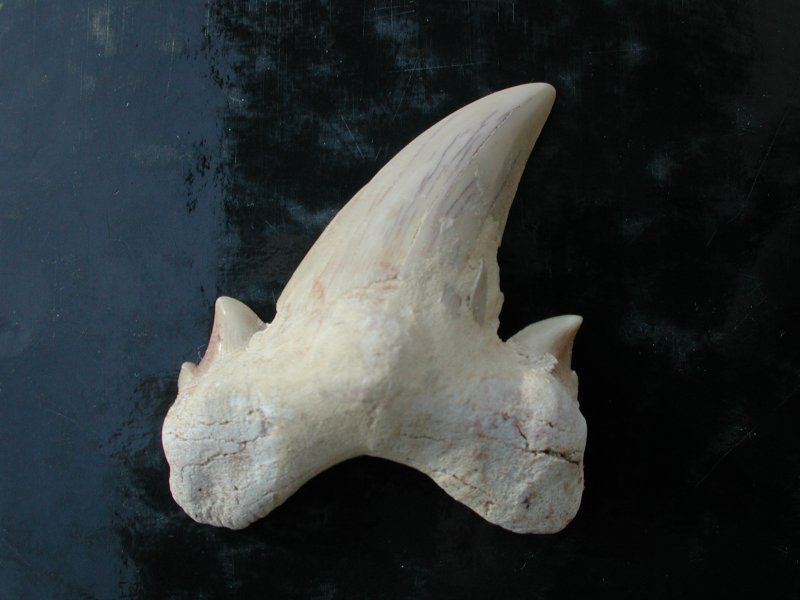

오토두스(학명:Otodus)는 악상어목 오토두스과에 속하는 상어들의 속명이다.

## 특징
오토두스는 매우 거대한 이빨과 턱을 가진 것이 특징으로서 오토두스라는 이름은 고대의 그리스어로 거대한 이빨을 가리킨다. 등지느러미는 현생의 상어처럼 2개이지만 제2등지느러미가 매우 작았으며 등쪽은 짙은 회색을 가지고 베쪽은 흰색을 띄는 어류였다. 오토두스는 화석화된 치아와 척추의 중심에서 알려진 어종이며 다른 악상어과의 어류들과 마찬가지로 오토두스의 골격은 뼈가 아닌 연골로 구성되어 화석 기록 내에 상대적으로 보존된 골격의 구조가 거의 나타나지 않았다. 이상어의 이빨은 삼각형의 크라운과 매끄러운 절삭 날에 뿌리에 보이는 커프가 존재했다. 일부 이토두 치아는 진화하는 세레네이션의 흔적을 보여준다. 오토두스의 화석은 매우 큰 거대 약탈 상어였다는 것을 증명한다. 먹이로는 당대에 생존했던 고래, 해양 포유류 및 갑각류와 두족류, 어류를 섭이했을 것으로 추정되며 당대에 최강의 포식자로 군림했을 것으로 추측한다.

## 생존시기와 서식지와 화석의 발견
오토두스는 신생대의 팔레오세와 플리오세에 살았던 어류로 약 6600만년~533만년까지 살았던 상어이다. 생존했을 당시에는 태평양, 인도양, 인도양의 모든 아열대와 열대의 해역에서 서식했을 것으로 추정이 된다. 화석의 발견은 아프리카, 아시아, 유럽, 북미, 남미, 호주에서 모두 발견이 되었으며 1843년에 처음으로 화석이 발견된 속이다.

## 같이 보기
- 악상어목
- 화석